# Cistus populifolius subsp. major
Cistus populifolius subsp. major é uma subespécie de planta com flor pertencente à família Cistaceae. 
A autoridade científica da subespécie é (Dunal) Heywood, tendo sido publicada em Feddes Repertorium 79: 61. 1968.
Os seus nomes comuns são estevão ou lada.

## Portugal
Trata-se de uma subespécie presente no território português, nomeadamente em Portugal Continental.
Em termos de naturalidade é nativa da região atrás indicada.

## Protecção
Não se encontra protegida por legislação portuguesa ou da Comunidade Europeia.